# Козельські
Козельські — український козацько-старшинський, згодом — шляхетський рід.
Походить від військового товариша Полтавського полку (з 1673 р.) Степана Івановича (друга половина XVII ст.). Його син — Павло Степанович (* ? — † ~ 1740) був наказним кобеляцьким сотником (між 1718 і 1738 рр.), старший онук — Яків Павлович (* ? — † ?) був полтавським полковим осавулом протягом 1739—1761, а молодший — також Яків Павлович став філософом і математиком. Син Якова Павловича старшого — Федір Якович (* 1734 — † ~ 1791) став поетом і мемуаристом, написав твори «Незлобивая жизнь», «Пантея» (обидва видані 1769 р. у Санкт-Петербурзі), «Дневные записи» (там же 1771 р.); зібрання його творів видано двічі — 1769—1771 рр. та 1778 р.
Рід внесено до другої та третьої частин Родовідної книги Полтавської губернії